# Holly (Vorname)
Holly ist ein weiblicher Vorname.

## Bedeutung
Der Name leitet sich vom englischen Wort „holly“ für die Stechpalme ab, die als immergrüne Pflanze als regionales Symbol für die Weihnachtszeit steht. Eine spezifische Bedeutung ist nicht bekannt. Allerdings wird er oftmals mit Schönheit, Stärke und Unabhängigkeit assoziiert.
Erstmals wurde der Name im 19. Jahrhundert in England als Mädchenname verwendet. Er bekam ab den 1920er Jahren zunehmende Popularität insbesondere in den USA und erreichte seinen Höhepunkt um 1980er Jahren. Bis heute kommt er vor allem in englischsprachigen Ländern vor.

## Bekannte Namensträgerinnen

### Vornamen
- Holly Black (* 1971), US-amerikanische Schriftstellerin
- Holly Bradshaw (* 1991), britische Leichtathletin
- Holly Cole (* 1963), kanadische Jazz- und Pop-Sängerin
- Holly Marie Combs (* 1973), US-amerikanische Schauspielerin, Produzentin sowie Tier- und Umweltschutz-Aktivistin
- Holly Elissa (* 1979), kanadische Schauspielerin und Regisseurin
- Holly Gagnier (* 1958), US-amerikanische Schauspielerin
- Holly Hein (* 1991), US-amerikanische Fußballspielerin
- Holly Herndon (* 1980), US-amerikanische Komponistin, Musikerin und Klangkünstlerin
- Holly Hobbie (* 1944), US-amerikanische Autorin und Illustratorin
- Holly Humberstone (* 1999), britische Popsängerin und Songwriterin
- Holly Hunter (* 1958). US-amerikanische Schauspielerin
- Holly Knight (* 1956), US-amerikanische Songwriterin, Musikerin und Sängerin
- Holly Madison (* 1979), US-amerikanische Schauspielerin
- Holly Palance (* 1950), US-amerikanische Schauspielerin und Journalistin
- Holly Robinson Peete (* 1964), US-amerikanische Sängerin und Schauspielerin
- Holly Taylor (* 1997), kanadische Schauspielerin
- Holly Valance (* 1983), australische Sportlerin
- Holly Williams (* 1981), US-amerikanische Countrysängerin, Songwriterin und Gitarristin
- Holly Willoughby (* 1981), britische Fernsehmoderatorin und Model

### Fiktive Personen
- Holly Golightly, Hauptfigur in Truman Capotes Roman „Breakfast at Tiffany“ und im gleichnamigen Film
- Holly Hobbie (Kunstfigur), auf einer Geschichte der gleichnamigen Autorin basierende Kunstfigur aus den 1970er Jahren
- Protagonistin Holly Ann Tyler (gespielt von Amanda Bynes) in der Fernsehserie Hallo Holly
- Holly Gibney, Figur in mehreren Romanen des Autors Stephen King. Hatte ihren ersten Auftritt als Nebenfigur in der „Mr. Mercedes Trilogie“ und entwickelte sich zu einer Lieblingsfigur Kings, welche schließlich ihren eigenen Roman „Holly“ erhielt[2]